# اثر شترمرغ

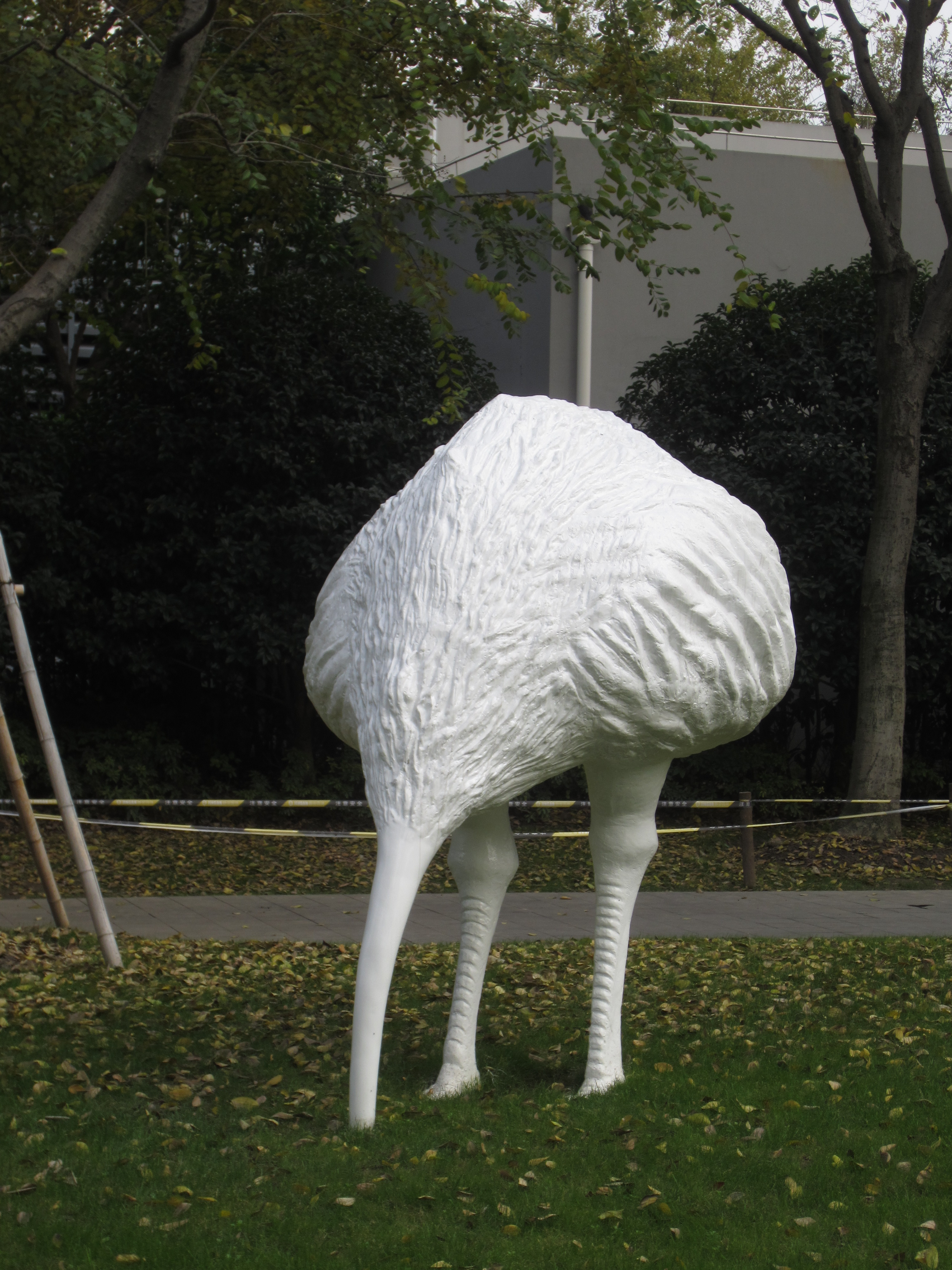
مجسمه شترمرغ با سر مدفون در زمین در پارک جینگ‌آن، شانگهای

در حوزه مالی رفتاری (Behavioral Finance)، اثر شترمرغ تلاشی است که سرمایه گذاران برای جلوگیری از اطلاعات مالی منفی انجام می‌دهند. این نام از افسانه رایج (اما کاذب) ناشی شده است که شترمرغ‌ها برای جلوگیری از خطر سر خود را در شن دفن می‌کنند.
در اصل این اصطلاح در سال ۲۰۰۶ توسط دان گالای و اورلی سِید، استادان دانشکده علوم مالی دانشگاه عبری اورشلیم ابداع و به عنوان «اجتناب از شرایط مالی به ظاهر خطرناک با تظاهر به عدم وجود آنها» تعریف شد، اما پس از تحقیق کارلسن، لوونستین و سپی (۲۰۰۹) معنای کمی گسترده‌تری یافت «اجتناب از قرار گرفتن در معرض اطلاعات [مالی] که می‌تواند باعث ناراحتی روانی شخص شود». به عنوان مثال، در صورت رکود بازار، مردم ممکن است ترجیح دهند از نظارت بر سرمایه‌گذاری‌های خود یا جستجوی اخبار مالی بیشتر جلوگیری کنند.
در پژوهش‌های مدیریت منابع انسانی این سوگیری شناختی به شکل «صلح کل بودن» خود را نشان می‌دهد. افراد برای این که مبادا رابطه‌شان با کسی شکرآب شود از بسیاری از مسائل چشم می‌پوشند و آنجا که از آنان انتظار می‌رود واکنش نشان دهند، به عمد حواسشان را پرت می‌کنند.
این خطای شناختی سبب می‌شود فرد اطلاعات ضروری فراوانی را از دست بدهد زیرا ترجیح می‌دهد با آن اطلاعات کاری نداشته باشد. در نتیجه هم خود فرد دچار خطای بنیادی در قضاوت‌هایش می‌شود هم اعتماد دیگران را به تدریج از دست می‌دهد زیرا در جاهایی که لازم است یا حضور ندارد یا واکنشی نشان نمی‌دهد.
اثر شترمرغ خود را در روابط ناسالم و موقعیت‌های سخت به خوبی نشان می‌دهد. افراد تحت تأثیر این خطای شناختی آنچه را باید ببینند نمی‌بینند و کاری را که باید انجام نمی‌دهند. در ظاهر مسئله گم می‌شود اما هیچ‌گاه حل نمی‌شود.
اثر شترمرغ خیلی اوقات در میان افرادی که انسان‌های واقعاً خوبی هستند بیشتر نمود پیدا می‌کند زیرا آنان دوست دارند هیچ‌کس از دستشان ناراحت نشود. در حالی که با واکنش نشان ندادن ممکن است حتی بیشتر به دیگران آسیب بزنند.
آنچه در گزینش اطلاعات مهم است تصمیم‌گیری با آگاهی کامل و از روی اندیشه است بویژه زمانی که دربارهٔ ورود به موقعیتی ناراحت‌کننده می‌اندیشیم؛ آیا اجتناب از آن موقعیت به نفع ما و اطرافیان است یا صرفاً ریشه در ترس از مواجهه با واقعیت دارد؟ اندیشیدن به چنین پرسش‌هایی تأثیر منفی اثر شترمرغ را کاهش می‌دهد.

## پژوهش
دان گالای و اورلی سِید (۲۰۰۶) دریافتند که سرمایه گذاران سرمایه‌گذاری‌های مالی بدون گزارش ریسک را، نسبت به مواردی که دارای مشخصات بازده ریسک مشابه اما با ریسک‌هایی که مرتباً گزارش می‌شوند ترجیح می‌دهند. این سرمایه گذاران مایلند برای «آسایش بی توجهی» پول پرداخت کنند.
تحقیقات کارلسن، لوونستین و سپی (۲۰۰۹) مشخص کرد که مردم در اسکاندیناوی ارزش سرمایه‌گذاری‌های خود را ۵۰ تا ۸۰ درصد کمتر در بازارهای بد جستجو می‌کنند.

## نقد
مطالعه ای توسط اسوتلانا قرزی (۲۰۱۴) هیچ تلاشی قابل درک توسط سرمایه گذاران برای نادیده گرفتن یا جلوگیری از اطلاعات منفی نشان نداد، اما در عوض دریافت که "سرمایه گذاران نظارت بر سبد سهام خود را به دنبال بازده مثبت و منفی روزانه بازار افزایش می‌دهند، رفتاری مشابه میرکت بیش هوشیار به جای شترمرغ سر در شن فرو برده". آنها این پدیده را "اثر میرکت " لقب دادند.

## مقالات
- Galai, Dan; Sade, Orly (2006). "The "Ostrich Effect" and the Relationship between the Liquidity and the Yields of Financial Assets". Journal of Business. 79 (5): 2741–2759. doi:10.1086/505250. JSTOR 10.1086/505250. SSRN 431180.
- Karlsson, Niklas; Loewenstein, George; Seppi, Duane (2009). "The ostrich effect: Selective attention to information" (PDF). Journal of Risk and Uncertainty. 38 (2): 95–115. doi:10.1007/s11166-009-9060-6. Archived from the original on 2016-03-16.{{cite journal}}:  نگهداری یادکرد:ربات:وضعیت نامعلوم پیوند اصلی (link)
- Gherzi, Svetlana; Egan, Daniel; Stewart, Neil; Haisley, Emily; Ayton, Peter (2014). "The meerkat effect: Personality and market returns affect investors' portfolio monitoring behaviour". Journal of Economic Behavior & Organization. 107: 512–526. doi:10.1016/j.jebo.2014.07.013.
- Sicherman, Nachum; Loewenstein, George; Seppi, Duane J.; Utkus, Stephen P. (2016). "Financial Attention". Review of Financial Studies. 29 (4): 863–897. doi:10.1093/rfs/hhv073. SSRN 2120955.